# 正覚院 (羽咋市)
正覚院（しょうがくいん）は、石川県羽咋市にある高野山真言宗の寺院。山号は亀鶴蓬莱山。本尊は大日如来。

## 歴史
寺の創建年代は不詳であるが、気多大社の神宮寺の寺坊の一つとして泰澄により創建されたと伝えられる。元は天台宗系の寺院であったが、中世以降は真言宗系の寺院となった。

## 祭り
- 毎年2月3日には追儺（ついな）の豆まきが行われる[1]。

## 文化財
重要文化財
- 木造阿弥陀如来坐像 - 平安時代後期。像高101cm。もと気多神宮寺講堂の本尊。膝前で定印（じょういん）を結ぶ、典型的な定朝様（じょうちょうよう）の阿弥陀像である。

石川県指定有形文化財
- 絹本著色十二天図
- 絹本著色真言八祖像

羽咋市指定有形文化財
- 木像十一面観音立像
- 銅板打出日輪懸仏
- 正覚院古文書・典籍類

## 所在地
- 石川県羽咋市寺家町ト92